# Alexandre Martin

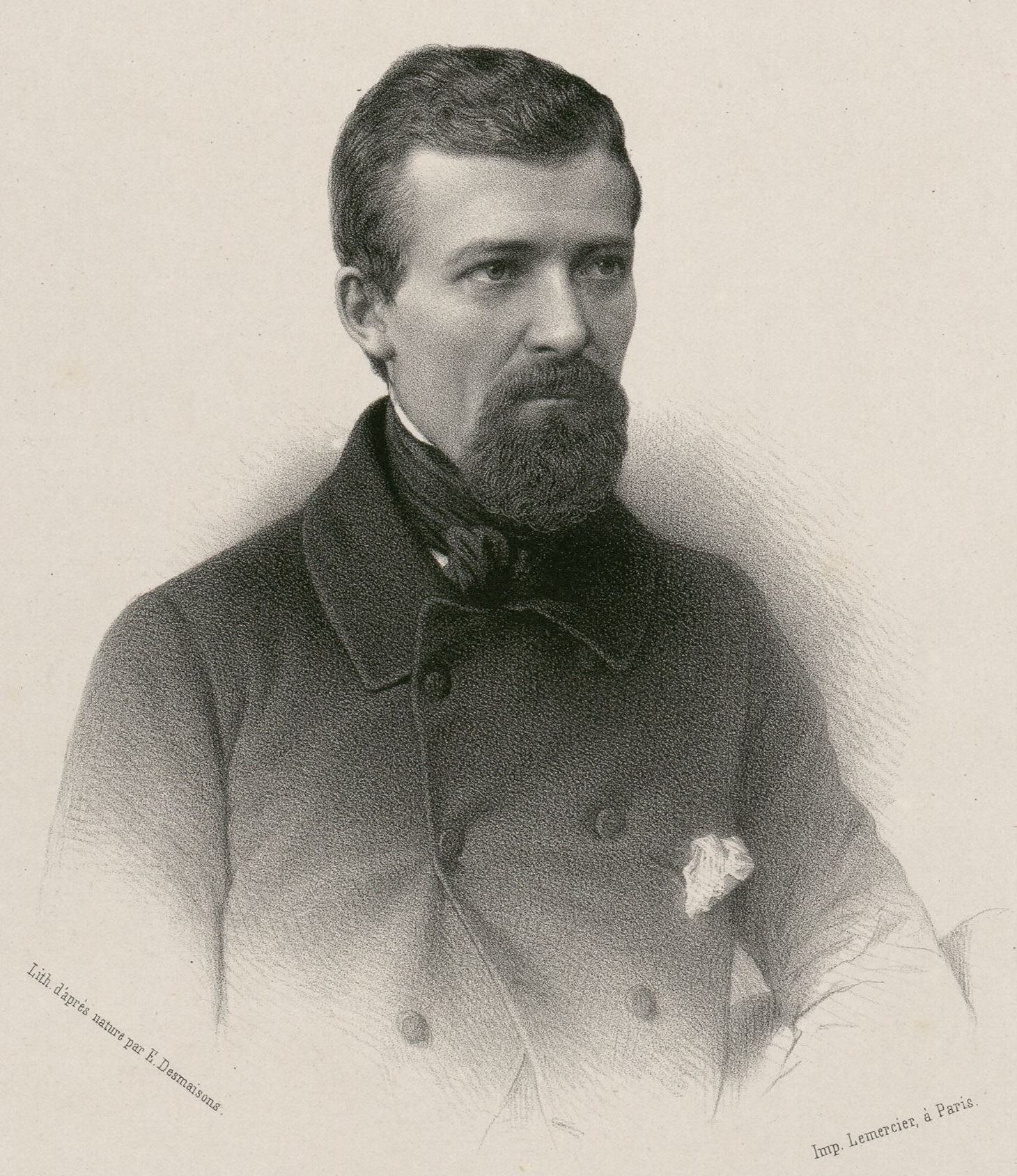
Alexandre Martin

Alexandre Martin, noto anche con lo pseudonimo di l'operaio Albert (l'ouvrier Albert) (Bury, 27 aprile 1815 – Mello, 28 maggio 1895), è stato un politico francese.

## Biografia
Alexandre è noto per essere diventato il primo operaio della storia ad essere membro di un governo con il nome di l'operaio Albert. Partecipò, assieme al socialista Louis Blanc ed agli altri capi dell'opposizione democratico - repubblicana, al governo provvisorio francese costituitosi la sera del 24 febbraio 1848 nell'Hotel de Ville (municipio parigino, punto di riferimento di tutte le rivoluzioni). Questo governo nacque il giorno stesso in cui il re Luigi Filippo fuggì da Parigi, dopo aver tentato invano di placare i moti rivoluzionari.